# Colle de soja
La caséine de soja peut donner des colles au même titre que la caséine animale. Elle est utilisée dans les contreplaqués.

## Colle de soja
Le soja était cultivé à l'origine en Chine, puis en Inde, au Japon et dans une large mesure aux États-Unis. Au début, le soja était utilisé et amélioré à de nombreuses fins, probablement principalement comme aliment. Le constituant le plus précieux des graines de soja était les huiles. Les huiles ont été extraites des fèves, mais on a rapidement découvert que les résidus broyés pouvaient être raffinés, et modifiés par l'ajout de divers produits chimiques. Les résidus sans huile du soja ont été développés comme source de colle aux États-Unis. Les colles à bois extraites du soja ont attiré l'attention des fabricants de contreplaqués dans le Nord-Ouest Pacifique vers 1923.
L'I.F. Laucks Company à Seattle, a été la pionnière de l'utilisation de la colle de soja pour l'industrie du contreplaqué en Amérique, à partir de 1923. De gros tourteaux de soja en forme de roue de charrette étaient importés de Mandchourie pour être utilisés comme aliments pour porcs, principalement dans le Midwest et Laucks en entreprit l'analyse chimique.
Avant la Première Guerre mondiale, la plupart des colles utilisées pour lier les placages en feuilles de contreplaqué sur les côtes est et ouest étaient des colles animales, à base principalement de sang, de peau ou d'os (compris les sabots), bien que certaines colles d'amidon aient été aussi utilisées. Les colles animales étaient surtout connues pour leur odeur désagréable. Pendant la Première Guerre mondiale, un nouveau type de colle à base de caséine a commencé à être utilisé. Invention Suisse et largement utilisée pour la première fois en Europe, elle a été mise au point aux États-Unis vers 1910 au Forest Products Laboratory de Madison, dans le Wisconsin. Les premiers fabricants américains de colle de caséine étaient la Monite Company et la Borden Company, qui ont toutes deux commencé à l'époque de la Première Guerre mondiale, lorsque le contreplaqué a commencé à trouver des utilisations industrielles, comme dans les pièces d'avion et les bâtiments. La colle de soja développée par I.F. Laucks Company à Seattle, mais brevetée par Otis Johnson le 14 aout 1922, s'impose progressivement dans toutes les usines américaines. Elle est plus résistante à l'eau que les colles de caséine, mais elle était aussi meilleur marché. La plupart des panneaux produits à la colle de soja étaient toutefois d'utilisation intérieure, car la colle de soja était résistante à l'eau, mais pas très résistante pour autant, et certainement pas étanche: la colle de soja décolorait en outre les placages en raison de sa forte alcalinité,. Et il a probablement existé un certain nombre de qualités différentes de colles, allant de la colle à base de coût minimum dans l'industrie des caisses en bois à une matière protéique de soja extraite chimiquement hautement raffinée, qui est un peu comme la caséine dans ses qualités physiques et adhésives.
En 1934 les colle phénoliques commencèrent lentement à remplacer la colle de soja et tout autre colle protéinique. Le contreplaqué extérieur devint une réalité pratique, ouvrant des centaines de nouveaux marchés pour le contreplaqué. On estime que les deux tiers ou plus de la production de contreplaqué de sapin de Douglas en 1947 étaient aux États-Unis collée avec de la colle de soja, et donc destinés à un usage intérieur, tandis qu'un tiers était collé avec des résines phénoliques et destiné à un usage extérieur.
Avant l'introduction de l'urée-formaldéhyde et des résines phénoliques, les colles de soja avaient à peu près la même résistance à l'eau que les colles d'albumine. Les colles de soja étaient similaires dans leurs propriétés aux colles de caséine. Les colles de soja étaient probablement les colles résistantes à l'eau les moins chères disponibles.
Le soja pouvaient être achetées sous forme de poudre blanchâtre à l'état sec mélangé avant utilisation uniquement par addition d'eau. Le plus souvent, les usines de contreplaqué avaient leurs propres formules et ajoutent de la chaux, de la soude caustique, du silicate de soude et d'autres produits chimiques spéciaux.
La farine de soja ou la colle de farine de soja dégraissée (50 % de protéines) qui remplaçait à l'origine la colle de caséine plus chère pour le contreplaqué de sapin de Douglas réapparaît comme la colle de choix pour remplacer les colles toxiques d'urée formaldéhyde et de résine phénol formaldéhyde par une colle de soja sans formaldéhyde,,,,,.

### Utilisation fonctionnelle de la protéine de soja
La protéine de soja est disponible depuis 1936 pour ses propriétés fonctionnelles. Cette année-là, le chimiste bio Percy Lavon Julian a conçu la première usine au monde pour l'isolement de la protéine de soja de qualité industrielle appelée protéine alpha. La plus grande utilisation de protéines de qualité industrielle va pour le papier couché, dans lesquels elle sert de liant de pigment. Cependant, l'usine de Julian doit également avoir été la source de l'isolat de protéines de soja que Robert Boyer (en) et Frank Calvert de Ford ont transformé en une soie artificielle qui a ensuite été adaptée à ce désormais célèbre costume « silk is soy » que Henry Ford portait lors d'occasions spéciales.
La composition du soja, environ 50 % de protéines et 50 % de glucose, présente de bonnes conditions préalables en tant que matériau composite et peut être réticulé avec du formaldéhyde. Ce matériau a été particulièrement testé dans l'industrie automobile par Henry Ford et utilisé dans une grande variété de domaines - pièces intérieures, composants techniques et pièces extérieures. Le développement a abouti à la Hemp Body Car présentée en 1941, dans laquelle quatorze composants externes ont été fabriqués à partir de ce matériau.
Actuellement seulement 0,5 % de protéines de soja utilisées techniquement, l'application principale vont au papier couché. En raison du caractère collant de la protéine de soja, les pigments et les charges peuvent être liés, donnant au papier une surface blanche brillante. La protéine de soja a également été testée dans toutes les méthodes courantes de traitement des plastiques, mais les produits sont très fragiles et nécessitent des plastifiants.
La protéine de soja est utilisée pour l'émulsification et la texturation. Les applications spécifiques incluent les adhésifs, les asphaltes, les résines, les produits de nettoyage, les cosmétiques, les encres, le cuir, les peintures, les revêtements de papier, les pesticides / fongicides, les plastiques, les polyesters et les fibres textiles.
Des recherches sont actuellement menées sur la production de films plastiques à partir d'isolat de protéines de soja, notamment pour l'emballage. Ceux-ci seraient biosourcés, biodégradables et pourraient être dotés de propriétés antibactériennes et semblables à celles du lotus en ajoutant divers additifs .